# Lilit Galojan
Susanna Galojan, en arménien : Լիլիթ Գալոյան, née le 17 juin 1983 à Erevan, est une joueuse d'échecs arménienne, qui porte le titre de grand maître international féminin (GMIF) depuis 2009 et le titre de maître international (mixte) depuis 2010,.